# Estanislao Rico Ariza
Estanislao Rico Ariza, també conegut pel seu pseudònim Francisco de Paula Calderón (Barcelona, 13 de novembre de 1895 - Montcada i Reixac, 26 de novembre de 1936) fou un periodista, escriptor i sindicalista català d'ideologia carlina, membre i fundador dels Sindicats Lliures.

## Biografia

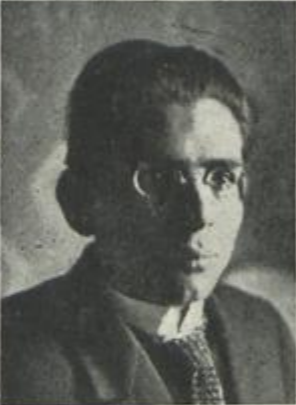
Estanislao Rico Ariza l'any 1918 a La Hormiga de Oro

Era fill d'Enrique Rico Calderón, sabater d'Elda, i de Carmela Ariza Giner, nascuda a València. La seva família s'havia traslladat d'Elda a Barcelona pocs anys abans que ell nasqués.
Va ser redactor de La Trinchera (1912-1917), full de combat dels requetès catalans, i col·laborador del setmanari catòlic il·lustrat Revista popular. A final de la dècada de 1910 i principi de la de 1920 va actuar de propagandista de la Joventut Tradicionalista de Barcelona i fou secretari de la Junta.
L'any 1919 va ser, juntament amb els jaumins Salvador Anglada i Ramon Sales, un dels fundadors dels Sindicats Lliures, que van tenir la primera seu al Círcol Central Tradicionalista de Barcelona, situat al carrer de la Portaferrissa. Rico Ariza fou membre del Sindicat Lliure Mercantil i el primer director del setmanari Unión Obrera (1921-1931), portaveu dels Sindicats Lliures, amb el pseudònim de Francisco de P. Calderón.
En referència al comentat pistolerisme dels Lliures arran de l'assassinat de Salvador Seguí, el 1921 Rico Ariza va publicar una replica a les acusacions d'Alejandro Lerroux contra el sindicat, tot afirmant que «el nostre únic anhel és el treball protegit per la Llibertat i la Justícia» i que «el nostre terrorisme (si hi ha terrorisme en la nostra actuació) és un terrorisme de defensa pròpia».
El 1923 dirigí també el setmanari tradicionalista La Protesta (1923-1926), de gran popularitat, en el qual segons l'Enciclopèdia Espasa Rico Ariza va tenir un influx destacat en l'èxit del cop d'Estat de Primo de Rivera, predisposant-ne la societat barcelonina, que en aquella època patia la violència de la lluita de classes. En aquest periòdic va emprar el pseudònim El Capitán Justicia i va patir amenaces constants.
L'any 1924 va escriure amb el pseudònim de Francisco de P. Calderón, juntament amb Isaac Romero, la novel·la Memorias de un terrorista, en què barrejant realitat i ficció comentava les vivències del terrorista anarquista Santiago Amé, justificant-hi l'actuació del Sindicat Lliure.
Durant la Dictadura de Primo de Rivera Rico Ariza va defensar que els obrers tinguessin un paper fonamental com a factors de la vida nacional amb perspectiva global, destacant l'avanç del productivisme corporatiu i estatalista a partir de 1926-1927 en els plantejaments del Lliure, per sobre de l'exclusivisme obrerista d'èpoques anteriors. Fou president de l'Associació d'Obrers i Empleats de l'Ajuntament de Barcelona per les Corporacions municipals sindicades. L'any 1927 va participar a Madrid en un gran míting de propaganda durant el III Congrés de la Confederació de Sindicats Lliures. El gener de 1930 va cessar la direcció d'Unión Obrera i pel que sembla va ser expulsat dels Sindicats Lliures. Al maig del mateix any va reactivar breument el periòdic La Protesta.
Apartat de la direcció del carlisme durant la dictadura, poc abans de proclamar-se la Segona República va retornar a la disciplina de la Comunió Tradicionalista i fou un dels fundadors del setmanari tradicionalista Reacción (1931-1933). També va ser redactor del veterà diari carlí El Correo Catalán, el qual organitzava campanyes contra la violència social. Després d'uns fets ocorreguts el primer de maig de 1932, va ser detingut a Barcelona.
Amb motiu d'un míting organitzat per la Comunió Tradicionalista pel dia 8 de maig de 1932 al teatre Bosque de Barcelona, al districte de Gràcia, Rico Ariza va destacar com un dels més rellevants oradors de la Comunió Tradicionalista de Catalunya amb altres com Tomàs Caylà, Joan Travesís, Manuel Puigrefagut, Josep Prat Piera, Joan Soler i Janer i el capellà Enric Gàbana. Acusat d'haver participat en els preparatius d'un suposat complot monàrquic per atemptar contra el president del govern Manuel Azaña, Rico Ariza fou novament detingut el 10 de juliol, però va ser posat en llibertat el dia 15, ja que no li va ser provat cap càrrec. En la seva declaració va negar haver participat en el complot i va afirmar que en les columnes d'El Correo Catalán combatia el seu enemic, que era l'Estatut.
Fou col·laborador de la biblioteca Las Sectas, dirigida per Joan Tusquets, on va escriure sobre els llibertaris, els comunistes i les escoles laiques (volums 1, 3 i 10). Esclatada la Guerra Civil, el 24 de novembre de 1936 Rico Ariza va ser detingut i portat a la cheka de Sant Elies. Fou assassinat dos dies després al cementiri de Montcada. Durant el franquisme i fins a l'any 1979 l'actual carrer Pere Sala, del barri barceloní de Can Baró, va dur el seu nom.

## Obres
- Memorias de un terrorista: Novela episódica de la tragedia barcelonesa (La Protesta, Barcelona 1924)
- El novelista que se vendió a sí mismo, o Plumas con taxis (Librería Barcelonina, Barcelona 1925)
- Cabezas de Mujer (Librería Barcelonina, Barcelona 1925)
- La verdad sobre el terrorismo: Datos, fechas, nombres, estadísticas (Reacción, Barcelona 1932)